# 水戸市50万人都市構想
水戸市50万人都市構想とは、茨城県水戸市が計画する、周辺都市との合併による50万人都市と、政令指定都市を目指す、行政の政策である。

## 水戸市役所の計画案
計画では、水戸市が周辺都市との合併をすることによって、住民数の拡大などを行い、中核都市圏としての役割を踏まえ、財政基盤の確立を目指すとしている。また、交通や観光事業のネットワークを強化し、将来的には政令指定都市を目指すとしている。水戸市は、この計画による合併によって、より水戸市の魅力を高められるとしている。

## 計画の展望
水戸市は、市自体の人口は269,308人（2020年6月1日）であり、周辺都市との広域合併による50万人都市化は周辺都市との合意さえうまくいけば十分に可能である。広域合併の大部分の範囲になるとされる、水戸都市圏（水戸市、ひたちなか市、那珂市、笠間市、常陸大宮市、茨城町、大洗町、城里町）の総人口は、687,734人（2015年国勢調査）で、水戸都市圏のみならずそれ以外の周辺都市（石岡市、小美玉市、日立市、常陸太田市、鉾田市、東海村）なども、50万人都市化には有力な合併候補地である。2005年には水戸市と、隣接する内原町が合併した。